# Palomena prasina
Punaise verte
Espèce
La punaise verte (Palomena prasina) est une espèce européenne d'insectes hétéroptères, une punaise malodorante (Pentatomomorpha) de la famille des Pentatomidae.
Son nom vernaculaire peut s'appliquer à d'autres espèces de la tribu des Pentatomini. La forme adulte peut changer la couleur de la partie dorsale, variant du vert au bronze au cours des saisons, sans marque distinctive. La punaise verte est très répandue dans toute l'Europe, y compris les îles Britanniques. On la retrouve dans de nombreux habitats, et ce jusqu'au 63e parallèle nord.

## Description
Adulte, elle mesure de 12 à 14 mm.
Sa couleur verte tachetée de petits points noirs la rend très mimétique ; elle devient brune à l'approche de l'hiver mais redevient verte au retour du printemps. Ses larves sont entièrement vertes. Les quatrièmes et cinquièmes segments antennaires sont rougeâtres et l'extrémité de ses ailes membraneuses est brune, sauf chez le jeune adulte après la mue. La femelle, bien que généralement plus grande que le mâle, est similaire en apparence. À l'instar des insectes hémiptères, la punaise verte possède des pièces buccales spécialisées pour se nourrir de sève végétale.

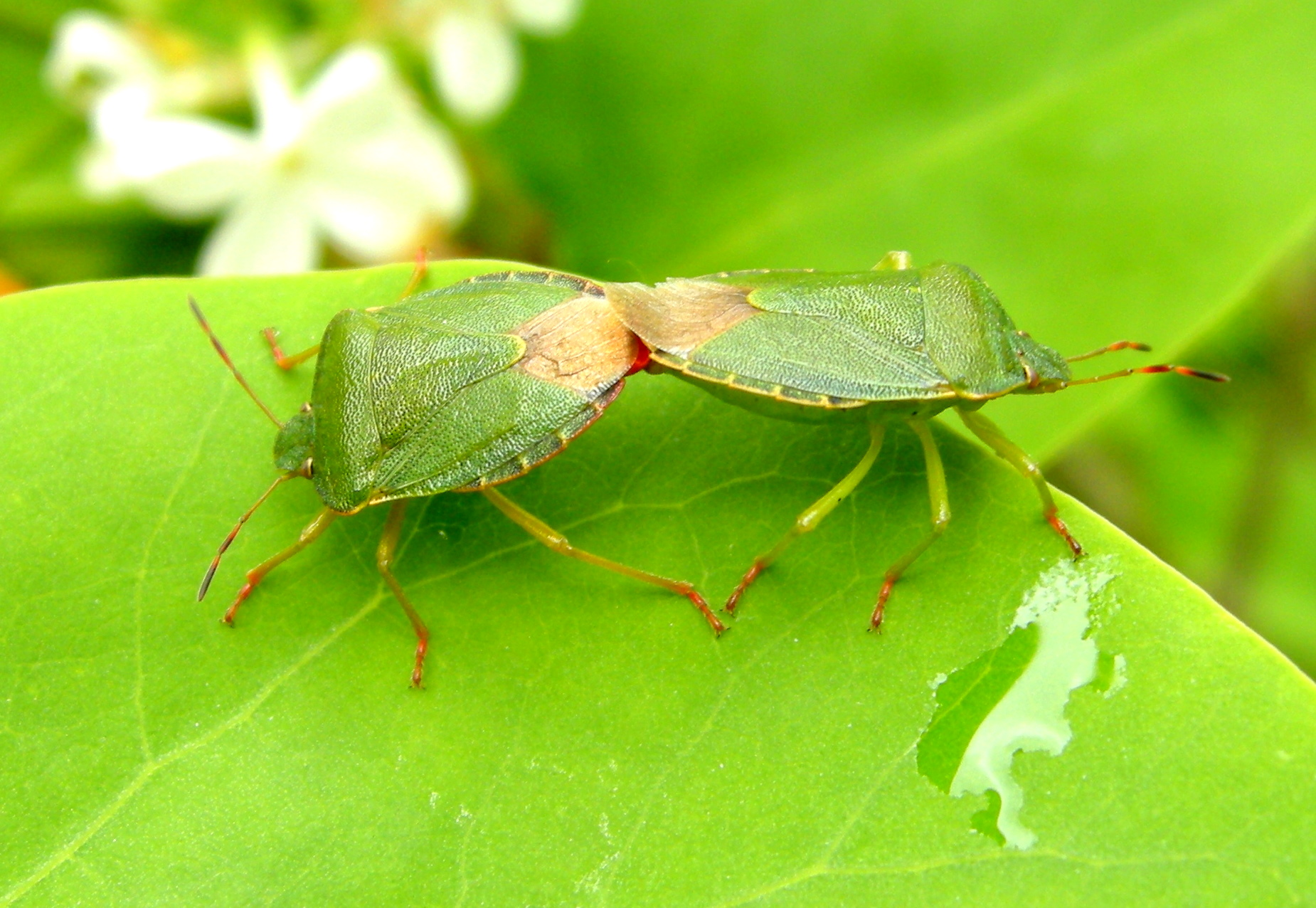
Accouplement
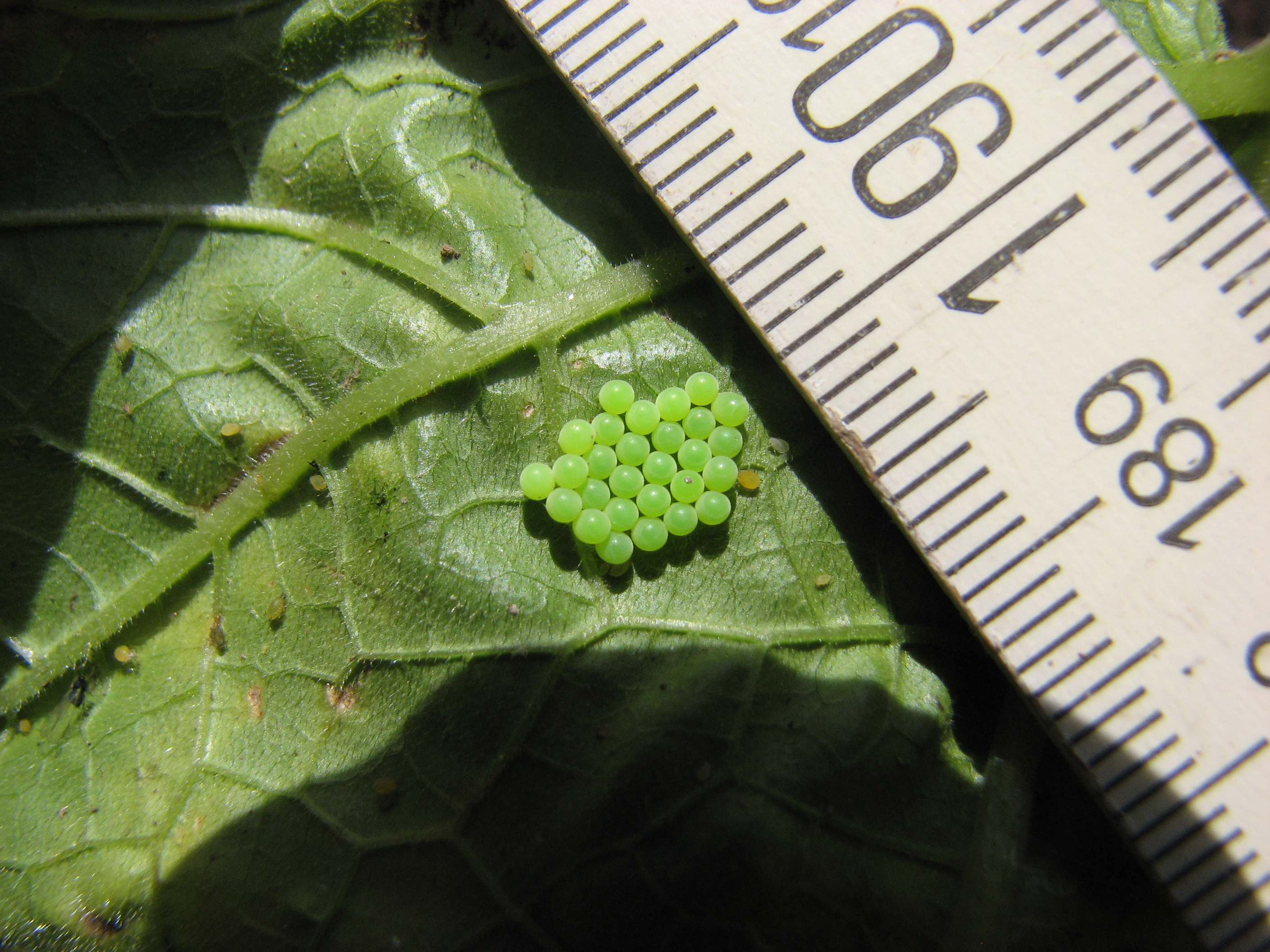
Œufs sous feuille
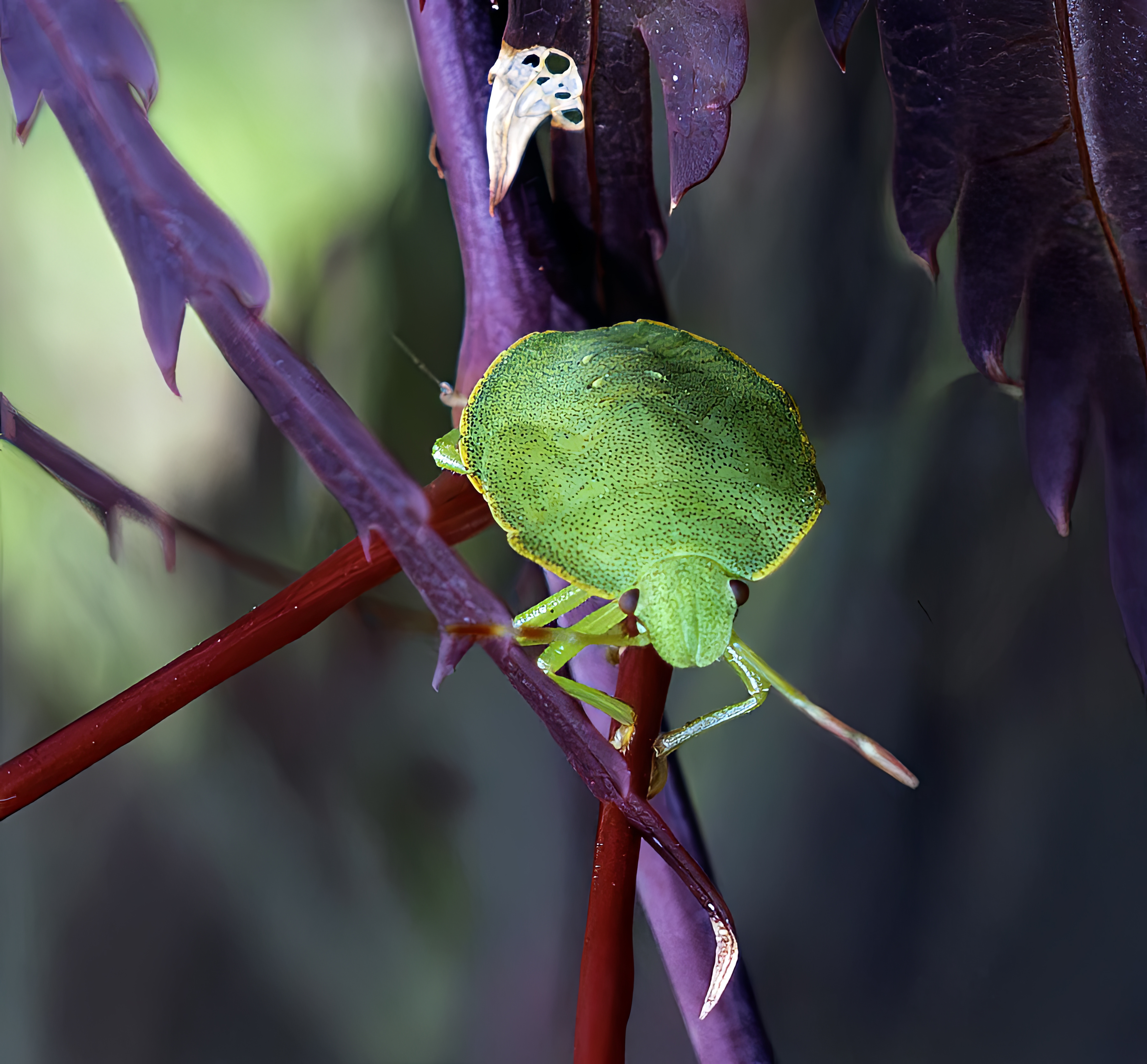
Larve
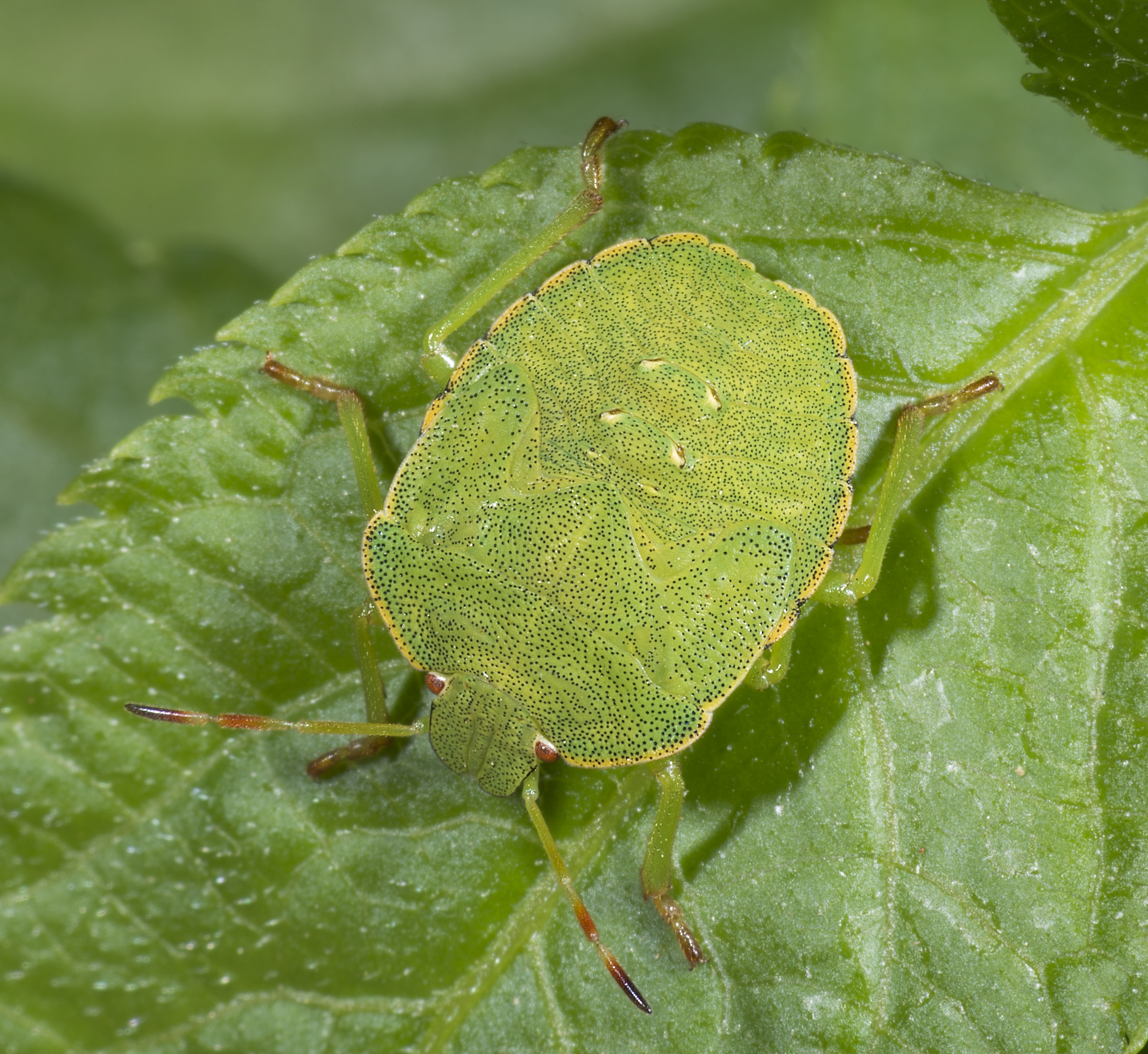
Larve au dernier stade.
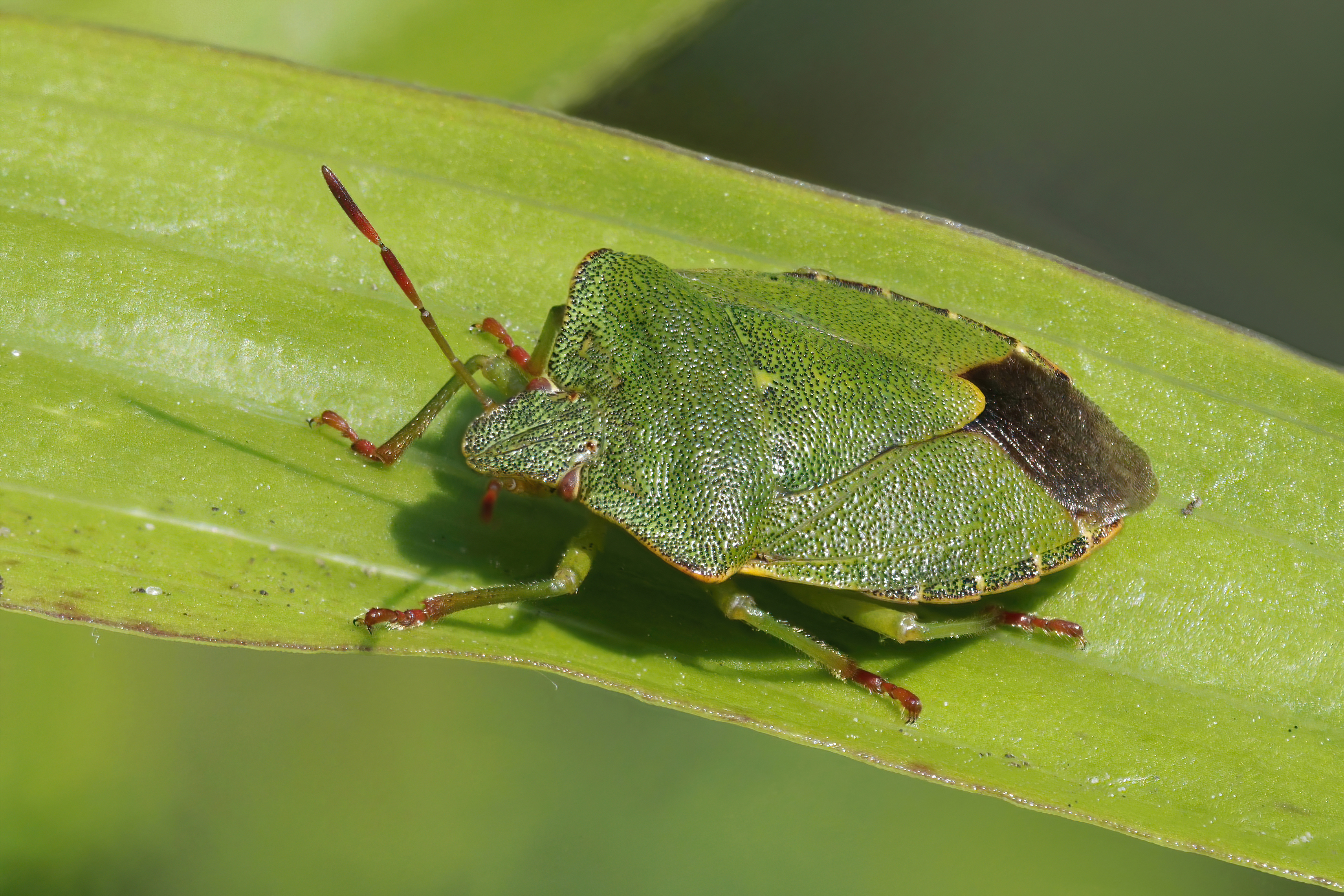
Palomena prasina en Oxfordshire.

Confusion possible
Palomena prasina peut être confondue avec la Punaise verte puante (Nezara viridula) mais cette dernière a souvent 3 petits points blancs bien visibles à la limite du pronotum sur la partie dorsale, sur l’écusson, ainsi que des ailes membraneuses transparentes.

## Biologie
La punaise verte est inoffensive. Elle émet une odeur nauséabonde si elle se sent menacée.
La punaise verte hiverne sous sa forme d'imago jusqu'en mars/avril, selon la région. Elle se nourrit ensuite pour préparer la période de reproduction qui débute peu après la sortie d'hivernage. Le dos de l'adulte brunit pendant l'été, annonçant la mort de la punaise.
La reproduction se fait dos à dos. La femelle dépose 25 à 30 œufs en masse de forme hexagonale. Le développement embryonnaire dure 15 à 21 jours. Une seule femelle peut pondre 3 à 4 fois. Après éclosion, les larves restent groupées par sécrétion d'une phéromone d'agrégation. En cas de danger, une autre phéromone est secrétée, celle-ci provoque la dispersion du groupe. Au total, 5 stades juvéniles, tous différents en forme et coloration, se succèdent par mue jusqu'à la forme adulte. La forme adulte est généralement atteinte en septembre pour une hivernation en novembre.

## Écologie
Elle habite des milieux humides, des jardins aux forêts de feuillus. Au début de la saison des pluies, en automne, elle pénètre dans les habitations par les fenêtres ouvertes ou sous les toits pour rechercher un abri pour hiberner.
Pour se nourrir, P. prasina plante son appareil buccal dans le fruit et libère une enzyme digestive (amylase), ce qui forme une dépression à la surface du fruit. Considéré comme un ravageur, cet insecte polyphage apprécie particulièrement les noisetiers, les pommiers et poiriers ainsi que certaines herbacées.

## Systématique
L'espèce a été décrite  par le naturaliste suédois Carl von Linné en 1761 sous le nom initial de Cimex prasinus.

### Synonymie
- Cimex prasinus Linnaeus, 1761 Protonyme
- Cimex roseus Müller, 1776
- Cimex dissimilis Fabricius, 1781
- Cimex viridis Harris, 1781
- Cimex discolor Wolff, 1811
- Pentatoma subrubescens Gorski, 1852
- Palomena rhododactyla Horváth, 1883

### Noms vernaculaires
- Punaise verte
- Punaise verte des bois ; à noter que ce terme désigne aussi Nezara smaragdula (Fabricius)[6].